# Charité (televisieserie)
Charité is een Duitse televisieserie in het genre historisch drama, dat gebaseerd is op het ziekenhuis Charité in Berlijn rond 1888 en tijdens de Tweede Wereldoorlog.
De eerste aflevering was op 21 maart 2017 op Das Erste te zien. Later in 2018 werd deze televisieserie een Netflix original. De serie heeft 6 afleveringen in het eerste seizoen. Het tweede seizoen dat zich aan het eind van de Tweede Wereldoorlog afspeelt, kwam in 2019 uit. Het derde seizoen speelt zich af rond de tijd van de bouw van de Berlijnse Muur en wordt vanaf 21 januari 2021 uitgezonden.

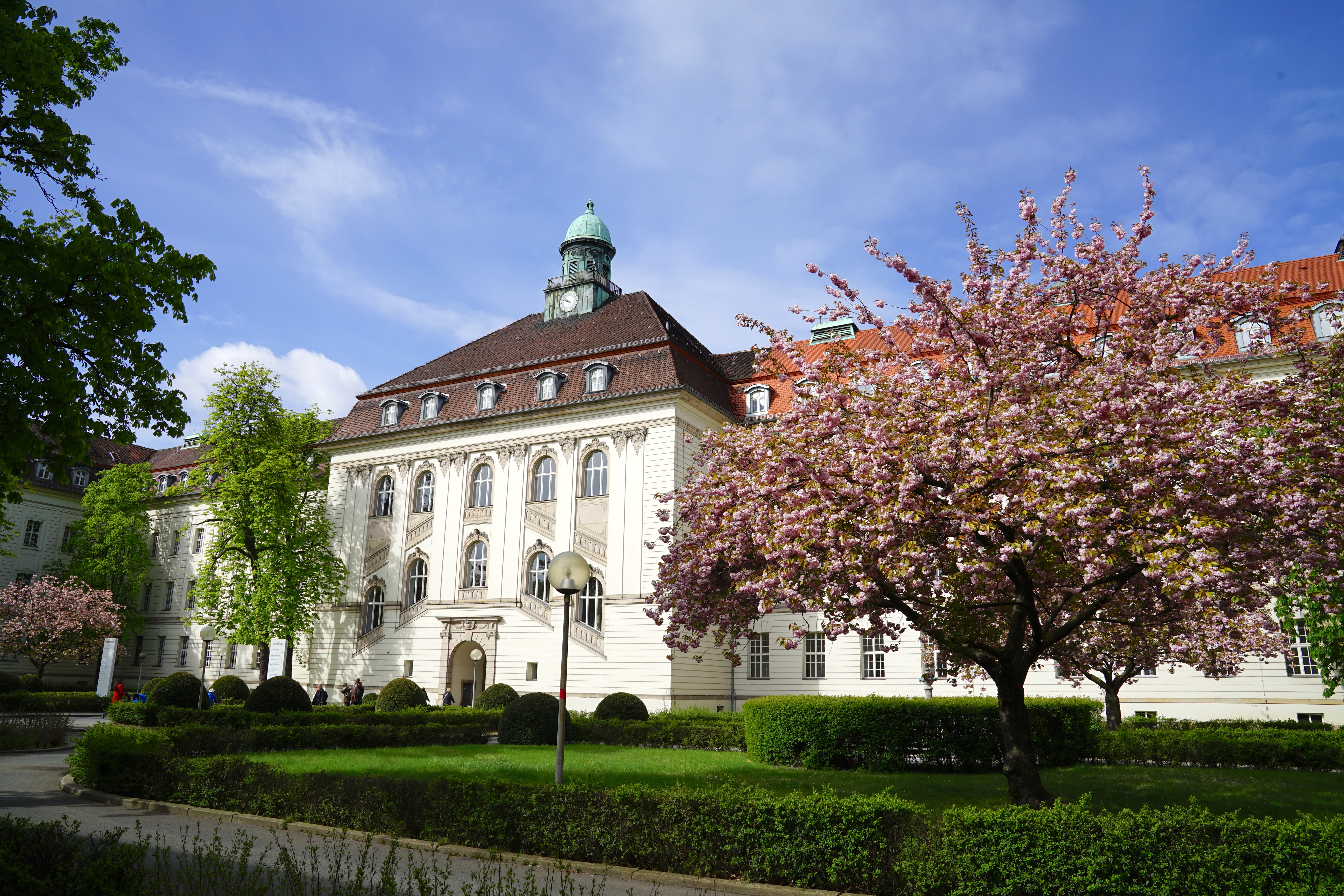
Virchow-Klinikum

## Verhaal
De serie bevat diverse verhaallijnen van beroemde artsen rondom ziektes als blindedarmontsteking, difterie en tuberculose. Naast het ontstaan van het Robert Koch Instituut in keizerlijk Pruisen, komen thema's aan de orde als antisemitisme, broederschappen en sociale uitbuiting.

## Rolverdeling seizoen 1
- Alicia von Rittberg - Ida Lenze
- Maximilian Meyer-Bretschneider - Georg Tischendorf
- Justus von Dohnányi - Robert Koch
- Matthias Koeberlin -Emil Behring
- Christoph Bach - Paul Ehrlich
- Ernst Stötzner - Rudolf Virchow
- Klara Deutschmann - Schwester Therese
- Ramona Kunze-Libnow - Oberin Martha
- Daniel Sträßer - Heinrich von Minckwitz
- Tanja Schleiff - Wärterin Edith
- Monika Oschek - Wärterin Stine
- Emilia Schüle - Hedwig Freiberg
- Matthias Brenner - Ernst von Bergmann
- Thomas Loibl - Bernhard Spinola

### Seizoen 1
| aflevering | titel                                        |
| ---------- | -------------------------------------------- |
| 1          | Barmherzigkeit - barmhartigheid              |
| 2          | Kaiserwetter - keizerweer                    |
| 3          | Das Licht der Welt - Het licht van de wereld |
| 4          | Wundermittel - wondermiddel                  |
| 5          | Götterdämmerung - Gods schemering            |
| 6          | Zeitenwende - keerpunt                       |

## Rolverdeling seizoen 2
- Mala Emde - Anni Waldhausen
- Ulrich Noethen - Ferdinand Sauerbruch
- Jannik Schümann - Otto Marquardt
- Luise Wolfram - Margot Sauerbruch
- Artjom Gilz - Artur Waldhausen
- Jacob Matschenz - Martin Schelling
- Frida-Lovisa Hamann - Schwester Christel
- Susanne Böwe - Schwester Käthe
- Lukas Miko - Max de Crinis
- Hans Löw - Professor Adolphe Jung
- Sarah Bauerett - Maria Fritsch
- Marek Harloff - Fritz Kolbe
- Peter Kremer - Georg Bessau
- Max von Pufendorf - Hans von Dohnanyi
- Katharina Heyer - Magda Goebbels
- Pierre Kiwitt - Claus Schenk Graf von Stauffenberg
- Anja Schneider - Christine von Dohnanyi
- Thomas Neumann - Karl Bonhoeffer

### Seizoen 2
| aflevering | titel                                   |
| ---------- | --------------------------------------- |
| 7          | Heimatschuss - Naar-huis-wond           |
| 8          | Schwere Geburt - Een moeilijke geboorte |
| 9          | Letzte Hoffnung - De laatste hoop       |
| 10         | Verschüttet - Begraven                  |
| 11         | Im Untergrund - Ondergronds             |
| 12         | Stunde Null - Het uur U                 |